# ماكس فريك
ماكس فريك (بالإنجليزية: Max Fricke)‏ هو متسابق دراجات نارية أسترالي، ولد في 29 مارس 1996 في أستراليا.

## وصلات خارجية
- الموقع الرسمي